# Jarocin (gemeente in powiat Jarociński)
De gemeente Jarocin is een stad- en landgemeente in het Poolse woiwodschap Groot-Polen, in powiat Jarociński. Oficjalne hasło gminy brzmi: "Jarocin - tu wszystko gra".
De zetel van de gemeente is in Jarocin.
Op 30 juni 2004 telde de gemeente 44 363 inwoners.

## Oppervlakte gegevens
In 2002 bedroeg de totale oppervlakte van gemeente Jarocin 200,23 km², waarvan:
- agrarisch gebied: 64%
- bossen: 26%

De gemeente beslaat 34,07% van de totale oppervlakte van de powiat.

## Demografie
Stand op 30 juni 2004:
| Omschrijving                   | Totaal | Totaal | Vrouwen | Vrouwen | Mannen | Mannen |
| ------------------------------ | ------ | ------ | ------- | ------- | ------ | ------ |
| eenheid                        | aantal | %      | aantal  | %       | aantal | %      |
| inwoners                       | 44 363 | 100    | 22 923  | 51,7    | 21 440 | 48,3   |
| bevolkingsdichtheid (inw./km²) | 221,6  | 221,6  | 114,5   | 114,5   | 107,1  | 107,1  |

In 2002 bedroeg het gemiddelde inkomen per inwoner 1134,61 zł.

## Administratieve plaatsen (sołectwo)
Annapol, Bachorzew, Cielcza, Cząszczew, Dąbrowa, Golina-Stefanów, Hilarów, Kadziak, Kąty, Łuszczanów, Mieszków, Osiek, Potarzyca, Prusy-Roszkówko, Radlin, Roszków, Siedlemin-Ciświca, Tarce, Wilczyniec, Wilkowyja, Witaszyce, Witaszyczki, Zakrzew.

## Aangrenzende gemeenten
Dobrzyca, Jaraczewo, Kotlin, Koźmin Wielkopolski, Nowe Miasto nad Wartą, Żerków